# 相互宝
相互宝，原为相互保，是支付宝APP上提供的一款“互助”服务产品，于2018年10月16日上线，上线伊始，该产品仅包括“大病互助”，2019至2020年间，又先后上线了“老年防癌”、“慢病互助计划”、“公共交通意外互助计划”。2022年1月29日，相互宝停止运行。

## 运行模式
简而言之，相互宝采用的是“一人生病，大家出钱”的互惠模式：一旦参与计划的成员发生了符合规定的疾病或意外，出具规定的证明，即可申领互助金，互助金由计划内的所有成员分摊，每月分为两期公示需要救助的成员名单和分摊费用。在该模式中，设立有陪审团裁定争议案件、调查员负责互助案件的实地调查和审核。相互宝与社保、商业保险互不影响。

## 服务内容
以下互助内容均采用“一人生病，大家出钱”的模式，每个服务内容与其它服务内容互不影响，独立分摊。

### 大病互助计划
该计划是相互宝所有服务中加入人数最多的互助计划，保障的年龄条件为30天至59周岁，互助范围包括99种重疾+恶性肿瘤+特定罕见病，罹患范围内疾病的成员可以申请获得30万元或者10万元的互助金。

### 老年防癌计划
该计划又称为”老年版相互宝“，是为60至70岁老年人成立的防癌互助社群，一旦有参与成员患癌，可以申请5万（轻度癌症）或10万（重度癌症）的互助金，单个救助不超过1元钱。

### 慢病互助计划
该计划针对三高、心血管病、肾炎、风湿等八大类慢性病用户，39周岁以内用户的保障额度为30万，40-59周岁用户为10万。

### 公共交通意外互助计划
该计划是针对交通意外伤害的互助计划，加入的年龄条件为30天至59周岁，没有健康要求，在乘坐飞机、火车、地铁、公交车、出租车、网约车等九大类交通工具发生意外时，最高可以申领100万救助金。

## 历史

### 相互保时期
2018年9月6日，信美人寿向银保监会报备《信美人寿相互保险社相互保团体重症疾病保险》。10月16日，信美人寿相互保险社联手支付宝以“相互保大病互助计划”的形式推出“相互保”并上线支付宝APP。上线一周左右，已经有超过1000万用户参与。
11月27日，信美人寿相互保险社发布公告，称监管要求停止以“相互保大病互助计划”为名销售《信美人寿相互保险社相互保团体重症疾病保险》；同日，支付宝发布公告，称即日起将“相互保”升级为“相互宝”，且“相互宝”不再由信美人寿承保，改为蚂蚁金服独立运营，该项服务不再具有保险属性，变为基于互联网的互助计划。

### 相互宝时期
2018年11月27日，支付宝称该服务变为相互宝产品后，在保留用户原有权益的基础上，进行了升级，如2019年度用户分摊金额188元封顶，如有多出部分全部由蚂蚁金服承担、管理费将由保障金额的10%下调至8%等。
2019年5月上线老年防癌计划，2020年5月13日上线慢病互助计划，2020年8月末上线公共交通意外互助计划。
2019年末2020年初，相互宝用户最多时已达到1亿多，但在每期互助金分摊增加、政府监管等多方面因素的作用下，存在越来越多的用户退出情况，2021年年初，用户出现负增长。
2021年12月28日，相互宝发布公告，称将于2022年1月28日24时停止运营，2022年1月两期的分摊金由相互宝平台承担。

## 评价

### 支持
- 相互宝在一定程度上弥补了中国疾病保障缺口[6]，戳中了市场痛点，也因此在前期获得了较快的用户增长，根据支付宝官方公布的数据：上线一周左右，用户数就突破了1000万，半个月突破2000万，半年突破5000万，峰值时用户达到一个亿，可见其在前期用户支持度较高。

- 中国社科院世界社保中心主任郑秉文认为，相互宝等网络互助，正在成为我国多层次医疗保障体系的补充[7]。

- 北京工商大学经济学院的学者认为，相互宝的价值具体表现在提升了医疗保障水平、拓展覆盖人群范围和完善保障体系结构[8]。

### 批评
- 分析人士对相互保的批评主要有：相互保是在“打着保险的旗号不干保险的事”[9]；在销售过程中存在打“擦边球”的行为，存在不确定的价格、自动扣费等特点，隐藏着风险隐患；后付费的方式容易引发逆选择风险等[1]。

- 2018年末，监管部门认为“相互保”涉嫌存在三个问题：未按照规定使用经备案的保险条款和费率、存在误导性宣传、信息披露不充分，责令停售整改[3]。

- 上线以来，相互宝多次修改规则，例如2019年底，剔除了较为常见的轻症甲状腺癌、轻症前列腺癌，导致部分成员无法申领到互助金[10]。

- 分摊费用不断攀升受到舆论批评[10][11]。

- 2020年9月，银保监会打击非法金融活动局发布《非法商业保险活动分析及对策建议研究》理论研究称，相互宝、水滴互助等网络互助平台属于非持牌经营，存在风险[12]。

## 类似产品
类似相互宝的中国内地互联网互助模式可以追溯到2011年的抗癌公社，其后两年，有数百家以网络互助为名的平台成立。2016至2017年，中国内地有关部门对网络互助平台进行了整治，平台数量从顶峰时期的300多家减少到7家，彼时存活下来的7家中包括水滴互助、轻松互助等。
2018至2020年，越来越多的中国内地互联网大厂入局互助产品，2021年，迎来关停潮，具体情况见下表。截止2021年底，依然照常运营且无关闭消息的较大互助平台仅剩康爱公社、e互助、夸克联盟、壁虎互助、众托帮五家。
下列产品仅包括符合“一人生病，大家出钱”会员制集体分摊的互助产品，不包括水滴筹、轻松筹、爱心筹、360大病筹等的非会员制自愿众筹的产品。
| 平台名称                        | 主要上线平台        | 关键人物/运营方  | 部分投资方                                     | 上线时间       | 关停时间       | 用户数量 （截止2020年底）  | 备注             |
| ------------------------------- | ------------------- | ---------------- | ---------------------------------------------- | -------------- | -------------- | -------------------------- | ---------------- |
| 抗癌公社 （页面存档备份，存于） | 官方微信公众号、APP | 张马丁（创始人） |                                                | 2011年5月      |                | 超过272万                  | 后更名为康爱公社 |
| e互助 （页面存档备份，存于）    | 官方微信公众号      |                  |                                                | 2014年7月      |                | 超过308万                  |                  |
| 夸克联盟 （页面存档备份，存于） | 官方微信公众号      |                  | 杉杉创投、顺为资本                             | 2015年3月      |                | 超过170万 （2021年数据）   | [ 20 ]           |
| 壁虎互助 （页面存档备份，存于） | 官方微信公众号      |                  | 新浪、玖创资本、 翠微科创、 唯猎资本、玖州建圆 | 2015年         | 2022年9月10日  | 超过236万                  |                  |
| 众托帮 （页面存档备份，存于）   | 官方微信公众号、APP | 仲托网络科技     |                                                | 2016年         |                | 至少百万级                 | [ 21 ] [ 22 ]    |
| 轻松互助                        | 微信平台、APP       | 轻松集团         | IDG、腾讯                                      | 2016年         | 2021年3月24日  | 超过6000万                 |                  |
| 水滴互助 （页面存档备份，存于） |                     | 水滴公司         | 腾讯                                           | 2016年         | 2021年3月      | 超过1.38亿                 |                  |
| 相互宝                          | 支付宝              | 蚂蚁金服         |                                                | 2018年10月16日 | 2022年1月29日  | 超过1.02亿                 | 原为相互保       |
| 京东互保                        | 京东                | 众惠相互         |                                                | 2018年11月13日 | 2018年11月14日 |                            | 灰度上线测试1天  |
| 点滴相互                        | 滴滴金融            | 滴滴金融         |                                                | 2018年12月     | 2021年10月11日 | 超过81万                   | 后更名为点滴守护 |
| 宁互保                          |                     | 苏宁             |                                                | 2019年3月      | 2021年9月      | 16.5万 （2021年年初）      |                  |
| 悟空互助                        |                     | 悟空保集团       |                                                | 2019年5月      | 2021年4月      | 百万级                     |                  |
| 360互助                         |                     | 360              |                                                | 2019年6月      | 2021年5月      | 超过525万                  |                  |
| 美团互助                        |                     | 美团             |                                                | 2019年6月      | 2021年1月31日  | 超过1546万                 |                  |
| 灯火互助                        | 百度APP小程序       | 百度             |                                                | 2019年11月15日 | 2020年9月9日   | 不足50万 （截止2020年8月） |                  |
| 新浪互助                        |                     | 新浪             |                                                | 2020年1月      | 2021年7月9日   | 超过17万                   |                  |
| 小米互助                        |                     | 小米             |                                                | 2020年6月      | 2021年5月14日  | 超过25万                   |                  |